# スコティッシュ・プレミアシップ (ラグビーユニオン)
スコティッシュ・プレミアシップ（Scottish Premiership）は、スコットランドのラグビーユニオンにおけるアマチュアクラブによる、国内1部リーグである。冠スポンサーにより、「アーノルド・クラーク・プレミアシップ（Arnold Clark Premiership）」ともいう。

## 概要
1973-74シーズンに初開催。
10チームが参加し、最下位（10位）のチームは 2部リーグ「スコットランド・ナショナル・リーグ・ディビジョン1」に降格する。9位のチームは2部の優勝チームと入替戦を行う。
スコットランドのプロチームは、ユナイテッド・ラグビー・チャンピオンシップに出場するため、スコットランド国内だけのプロリーグは無い。そのため、スコットランド国内1部リーグは、アマチュアクラブによる このリーグとなる。

## 冠スポンサー
2013-14シーズンから2017-18シーズンまで、通信会社BTグループが冠スポンサーとなり、大会名を「BTプレミアシップ（BT Premiership）」とした。
2018-19シーズンから2023-24シーズンまで、ビール会社テネント・カレドニアンが冠スポンサーとなり、大会名を「テネンツ・プレミアシップ（Tennent's Premiership）」とも呼ばれた。
2024-25シーズンからは、自動車販売会社アーノルド・クラークが冠スポンサーになり、大会名は「アーノルド・クラーク・プレミアシップ（Arnold Clark Premiership）」という。

## 出場チーム・戦績
最新年度の出場チーム、戦績は、以下の外部リンクを参照。
- Arnold Clark Men’s Premiership Table - BBC
- Arnold Clark Premiership (Men's) - Scottish Rugby Union

## 歴史
1973-74シーズンからスコットランドラグビー協会は、それまでの非公式戦中心の対戦をやめ、6つのディビジョン（レベル）からなるリーグを編成した。以来、スコットランドにおけるアマチュアラグビーの1部大会として、この大会が続いている。
2009-10シーズンから、ブリティッシュ・アンド・アイリッシュ・カップができ、イングランド協会、アイルランド協会、ウェールズ協会と共に参加した。スコットランド協会からはエアー、ガラ 、スターリング・カウンティなど3～4チームが出場。しかし、2013-14シーズンを最後に撤退した。
2019-20シーズンから2023-24シーズンまで、スコットランド協会におけるセミプロ選手権「スーパー6」（後に「スーパーシリーズ」に改称）が設けられ、プロチームによるユナイテッド・ラグビー・チャンピオンシップと、この大会のようなアマチュアリーグとの間を埋めるレベルとして運用された。

## 歴代優勝チーム
| 回 | シーズン | 優勝チーム                   | 備考   |
| -- | -------- | ---------------------------- | ------ |
| 1  | 1973–74  | ホーウィック (1)             | [ 12 ] |
| 2  | 1974–75  | ホーウィック (2)             | [ 13 ] |
| 3  | 1975–76  | ホーウィック (3)             | [ 14 ] |
| 4  | 1976–77  | ホーウィック (4)             | [ 15 ] |
| 5  | 1977–78  | ホーウィック (5)             | [ 16 ] |
| 6  | 1978–79  | ヘリオッツ (1)               | [ 17 ] |
| 7  | 1979–80  | ガラ (1)                     | [ 18 ] |
| 8  | 1980–81  | ガラ (2)                     | [ 19 ] |
| 9  | 1981–82  | ホーウィック (6)             | [ 20 ] |
| 10 | 1982–83  | ガラ (3)                     | [ 21 ] |
| 11 | 1983–84  | ホーウィック (7)             | [ 22 ] |
| 12 | 1984–85  | ホーウィック (8)             | [ 23 ] |
| 13 | 1985–86  | ホーウィック (9)             | [ 24 ] |
| 14 | 1986–87  | ホーウィック (10)            | [ 25 ] |
| 15 | 1987–88  | ケルソー (1)                 | [ 26 ] |
| 16 | 1988–89  | ケルソー (2)                 | [ 27 ] |
| 17 | 1989–90  | メルローズ (1)               | [ 28 ] |
| 18 | 1990–91  | ボローミュア (1)             | [ 29 ] |
| 19 | 1991–92  | メルローズ (2)               | [ 30 ] |
| 20 | 1992–93  | メルローズ (3)               | [ 31 ] |
| 21 | 1993–94  | メルローズ (4)               | [ 32 ] |
| 22 | 1994–95  | スターリング・カウンティ (1) | [ 33 ] |
| 23 | 1995–96  | メルローズ (5)               | [ 34 ] |
| 24 | 1996–97  | メルローズ (6)               | [ 35 ] |
| 25 | 1997–98  | ワトソニアン (1)             | [ 36 ] |
| 26 | 1998–99  | ヘリオッツ (2)               | [ 37 ] |
| 27 | 1999–00  | ヘリオッツ (3)               | [ 38 ] |
| 28 | 2000–01  | ホーウィック (11)            | [ 39 ] |
| 29 | 2001–02  | ホーウィック (12)            | [ 40 ] |
| 30 | 2002–03  | ボローミュア (2)             | [ 41 ] |
| 31 | 2003–04  | グラスゴー・ホークス (1)     | [ 42 ] |
| 32 | 2004–05  | グラスゴー・ホークス (2)     | [ 43 ] |
| 33 | 2005–06  | グラスゴー・ホークス (3)     | [ 44 ] |
| 34 | 2006–07  | カリー (1)                   | [ 45 ] |
| 35 | 2007–08  | ボローミュア (3)             | [ 46 ] |
| 36 | 2008–09  | エアー (1)                   | [ 47 ] |
| 37 | 2009–10  | カリー (2)                   | [ 48 ] |
| 38 | 2010–11  | メルローズ (7)               | [ 49 ] |
| 39 | 2011–12  | メルローズ (8)               | [ 50 ] |
| 40 | 2012–13  | エアー (2)                   | [ 51 ] |
| 41 | 2013–14  | メルローズ (9)               | [ 52 ] |
| 42 | 2014–15  | ヘリオッツ (4)               | [ 53 ] |
| 43 | 2015–16  | エアー (3)                   | [ 54 ] |
| 44 | 2016–17  | メルローズ (10)              | [ 55 ] |
| 45 | 2017–18  | メルローズ (11)              | [ 56 ] |
| 46 | 2018–19  | エアー (4)                   | [ 57 ] |
| 47 | 2019–20  | マー                         | [ 58 ] |
| ━  | 2020–21  | 中止                         |        |
| ━  | 2021–22  | 開催せず                     |        |
| 48 | 2022–23  | ホーウィック (13)            | [ 59 ] |
| 49 | 2023–24  | カリー (3)                   | [ 60 ] |
| 50 | 2024–25  | エアー (5)                   | [ 61 ] |

## 関連大会
|                   | ヨーロッパ6か国 および 南アフリカ共和国 ほか ・ |                                            |                                            |                                                                         | |
| 上位大会          | ヨーロピアンラグビー・チャンピオンズカップ      | ヨーロピアンラグビー・チャンピオンズカップ | ヨーロピアンラグビー・チャンピオンズカップ | ヨーロピアンラグビー・チャンピオンズカップ                              | ヨーロピアンラグビー・チャンピオンズカップ                                                                             |
| 下位大会          | EPCRチャレンジカップ                            | EPCRチャレンジカップ                       | EPCRチャレンジカップ                       | EPCRチャレンジカップ                                                    | EPCRチャレンジカップ                                                                                                   |
|                   |                                                 |                                            |                                            |                                                                         | |
|                   | イングランド                                    | フランス                                   |                                            | アイルランド・スコットランド・ウェールズ・イタリア・南アフリカ共和国 ・ | アイルランド・スコットランド・ウェールズ・イタリア・南アフリカ共和国 ・                                                |
| 1部大会           | プレム・ラグビー (旧 プレミアシップ・ラグビー)  | トップ14                                   | ユナイテッド・ラグビー・チャンピオンシップ | ユナイテッド・ラグビー・チャンピオンシップ                              | |
|                   |                                                 |                                            |                                            |                                                                         | |
| 2部大会           | チャンプ・ラグビー (旧 RFUチャンピオンシップ)   | プロD2                                     |                                            | 各 国内リーグ                                                           | オールアイルランド・リーグ、 スコティッシュ・プレミアシップ、 スーパーラグビー・カムリ、 セリエAエリート、カリーカップ |
| 3部大会           | ナショナルリーグ1                               | シャンピオナ・フェデラル・ナシオナル       |                                            | 各 国内リーグ                                                           | オールアイルランド・リーグ、 スコティッシュ・プレミアシップ、 スーパーラグビー・カムリ、 セリエAエリート、カリーカップ |
| 4部大会           | ナショナルリーグ2                               | シャンピオナ・フェデラル・ナシオナル2      | 各国 下位リーグ                            | 略                                                                      | |
| 5/6部大会         | リージョナル1/2                                 | 略                                         | 各国 下位リーグ                            | 略                                                                      | |
| 7/8/9/10/11部大会 | カウンティーズ1/2/3/4/5                         | 略                                         | 各国 下位リーグ                            | 略                                                                      | |